# Christoph von Schachner
Christoph von Schachner (* um 1447 in Ried im Innkreis; † 3. Januar 1500 in Passau) war von 1490 bis 1500 der 55. Bischof von Passau.
Schachner, Sohn einer ritterlichen Familie, war ab 1478 Domkapitular und wurde 1485 zum Domdekan gewählt. Bei dieser Wahl war Wiguleus Fröschl von Marzoll sein Gegenkandidat.
1490 folgte die Wahl zum neuen Bischof von Passau. Als solcher konnte er durch seine Sparsamkeit und umsichtiges Wirtschaften den Schuldenberg seiner Vorgänger erheblich abbauen. Er errichtete ein Kollegiatstift an der Salvatorkirche sowie den Rittersaal der Veste Oberhaus. Die darauf hinweisende Jahreszahl „1499“ ist bis heute weithin sichtbar.
Am 3. Januar 1500 starb von Schachner plötzlich (vermutlich an einem Schlaganfall). Bereits elf Tage später wurde Wiguleus Fröschl von Marzoll vom Passauer Domkapitel einstimmig zu seinem Nachfolger gewählt.
Schachner wurde in der fürstbischöflichen Hofkapelle beerdigt. Sein Grab wurde 1910 geöffnet, wobei man den Leichnam mit romanischen liturgischen Gewändern bekleidet fand. Diese sind jetzt im Domschatz- und Diözesanmuseum zu sehen; Schachners Gebeine wurden 1918 in die Bischofsgruft im Dom überstellt.